# Соколово (Новосибирская область)
Соколово — село в Колыванском районе Новосибирской области. Административный центр Соколовского сельсовета.

## География
Площадь села — 112 гектаров.

## Население
| 2002 | 2007 | 2010 |
| ---- | ---- | ---- |
| 882  | ↗990 | ↘810 |

## Инфраструктура
В селе по данным на 2007 год функционируют 1 учреждение здравоохранения и 1 учреждение образования.